# Kobilje (Kruševac)
Pour les articles homonymes, voir Kobilje.
Kobilje (en serbe cyrillique : Кобиље) est un village de Serbie situé sur le territoire de la Ville de Kruševac, district de Rasina. Au recensement de 2011, il comptait 623 habitants.

## Démographie

### Évolution historique de la population
| 1948 | 1953 | 1961 | 1971 | 1981 | 1991 | 2002 | 2011 |
| ---- | ---- | ---- | ---- | ---- | ---- | ---- | ---- |
| 888  | 884  | 870  | 880  | 880  | 727  | 710  | 623  |

|  |